# Десант в районе Благовещенская — Солёное
Деса́нт в райо́не Благове́щенская — о́зеро Солёное — тактический десант, высаженный 25—27 сентября 1943 года силами Черноморского флота на Таманский полуостров в ходе Новороссийско-Таманской наступательной операции в Великой Отечественной войны.

## План операции
После освобождения Новороссийска войска Северо-Кавказского фронта (55-я гвардейская стрелковая дивизия генерал-майора Б. Н. Аршинцева 18-й армии) развивали наступление на Таманский полуостров вдоль побережья Чёрного моря. На прибрежном направлении северо-западнее Анапы вдоль берега Чёрного моря имелся узкий перешеек, с суши ограниченный Бугазским лиманом, очень удобный для организации обороны. В южной части этого перешейка находится станица Благовещенская, у окончания его северной части находится озеро Солёное. Немецкое командование успело подготовить этот выгодный участок фронта к обороне, атаки с юга от Анапы по побережью неизбежно привели бы к большим потерям. Чтобы не дать врагу возможность остановить наступление на этом участке и создать условия для прорыва войск фронта к Тамани с юга, командующий Северо-Кавказским фронтом генерал-полковник И. Е. Петров приказал Черноморскому флоту (командующий вице-адмирал Л. А. Владимирский) высадить тактический десант в районе станицы Благовещенская. Кроме того, десант должен был не допустить организованного отхода противника на Таманский полуостров по дорогам Анапа — озеро Солёное и Анапа — Джигинское.
Высадка десанта была запланирована двумя отрядами: первый отряд десанта имел задачу ударом с перешейка занять станицу Благовещенскую и посёлок Суворов-Черкесский, затем, действуя во взаимодействии с частями 18-й армии, очистить путь для обхода лиманов с севера. Второй отряд должен был высадиться в районе озера Солёное, откуда захватить северную оконечность перешейка и посёлок Веселовка. В случае успеха, перешеек блокировался ударами с двух его оконечностей и немецко-румынские войска на нём попадали в окружение, что обещало быстрое продвижение советских войск 18-й армии в тыл Тамани.
В первый эшелон десанта был выделен 166-й гвардейский стрелковый полк 55-й гвардейской стрелковой дивизии (командир полка Герой Советского Союза майор Г. К. Главацкий), во второй зшелон — 83-я морская стрелковая бригада (командир подполковник Козлов Н. И.),  143-й батальон морской пехоты флота. Всего в составе десанта находилось 8421 человек, 38 орудий 45-мм калибра, 54 миномёта, 60 станковых пулемётов и 20 противотанковых ружей. Первый эшелон выполнял задачу вспомогательного отряда десанта, второй эшелон являлся основным десантом.
Силы флота в операции составляли: 1 сторожевой корабль, 3 тральщика, 17 сторожевых катеров, 30 десантных ботов, 12 торпедных катеров.
У противника на Таманском полуострове оборонялась немецко-румынская 17-я армия под командованием генерала инженерных войск Эрвина Йенеке.

## Ход операции

### Вспомогательный отряд
24 сентября десант вышел из Геленджикской бухты. Однако из-за сильного шторма командир отряда высадки основного десанта принял решение временно отказаться от высадки и переждать шторм в Анапе. Не извещённый об этом вспомогательный десант (166 гв. сп) в ночь на 25 сентября начал высадку в 5 километрах западнее Благовещенской. Бойцы высадились на Бугазскую косу и очистили часть её от врага. Пользуясь отсутствием вражеской авиации из-за шторма, сторожевые катера маневрировали вдоль берега и огнём подавляли огневые точки противника. К утру 25 сентября там было высажено 820 солдат и офицеров, 6 45-мм пушек, 15 миномётов и боеприпасы. Враг был выбит с косы, десант занял оборону западнее Благовещенской, отрезав пути отхода к озеру Солёное. Утром немецкое командование бросило в бой усиленный батальон при поддержке 40 танков и штурмовых орудий. Бой носил яростный характер, но наличие противотанковой артиллерии и противотанковых ружей позволили отбить атаку. Понимая превосходство противника, майор Главацкий навязал врагу свою инициативу: он выбрасывал в порядки врага группы бойцов с пулемётами и большим количеством гранат, а когда эти группы вовлекали противника, в бой с фронта вступали основные силы десанта. Как правило, такая двойная атака вынуждала немцев к отходу. Там, где немцы сами пытались атаковать, их заманивали в «огневые мешки» (после одной такой атаки на поле боя осталось 80 убитых немцев). Бой продолжился и ночью, при этом удалось добиться большого успеха: были захвачены 2 укреплённые высоты, господствующие над станицей. Утром 26 сентября комбинированным ударом с трех сторон войск 18-й армии и десанта была освобождена станица Благовещенская, что создало угрозу выхода в тыл таманской группировке противника.
В этом бою десантники-гвардейцы уничтожили до 500 солдат и офицеров врага, 17 танков, 1 самоходное орудие, захватили 1 орудие, 8 пулемётов, продовольственный склад и другие трофеи.

### Основной отряд
Иначе развивались действия основного десанта, высаженного в ночь на 26 сентября. Командир отряда высадки капитан 3-го ранга Н. И. Сипягин из-за отсутствия ориентиров высадил десант не в районе озера Солёного, а в узкой части перешейка. На рассвете ошибка была обнаружена, но вместо решительных действий командир 83-й отдельной бригады морской пехоты приказал окапываться на косе. Тем самым был упущен шанс на победу, потому что после начала высадки десанта испуганные событиями прошлой ночи немецкие подразделения отошли на несколько километров, но затем вновь без сопротивления заняли свои брошенные укреплённые позиции. В течение всего дня части бригады подвергались ожесточенному обстрелу противником, несли потери. Наступавшие с юга по узкой косе (ширина около 250 метров) советские части несли большие потери, но продвижение было мизерным. Попытка прорыва с юга к Тамани провалилась.
По приказу командующего фронтом на занятый плацдарм в этом участке днём 27 сентября были дополнительно высажены 103-я и 8-я гвардейская стрелковые бригады. К 14 часам дня 27 сентября их высадка была закончена. При поддержке двух штурмовых авиаполков Черноморского флота силы десанта перешли в наступление на Тамань. Быстро прорваться к городу они не смогли, но отвлекли на себя значительные силы врага и сыграли большую роль в срыве планов его длительной обороны Таманского полуострова.

## Результаты операции
План быстрого прорыва к Тамани с юга не удался. Тем не менее действия десантников сыграли определённую роль в ускорении освобождения Таманского полуострова. 27 сентября на противоположном берегу Таманского полуострова войска 9-й армии ворвались в Темрюк и начали его штурм. Опасаясь быть отрезанными от побережья и лишиться возможности эвакуироваться в Крым, противник спешно стал вывозить свои войска в Крым. 3 октября была освобождена Тамань.
Потери десанта неизвестны, но по воспоминаниям его участников, были весьма значительные, особенно в основном отряде. Потери противника также велики.

## Документы
- Выписка из журнала боевых действий 18-й армии за вторую половину сентября 1943 года. С.14—16 // ОБД «Память народа»